# Sixteen Cities
Sixteen Cities er et amerikansk kristent rock-pop band, tidligere kendt som Issakar. De begyndte at spille i 2004, og består af Josiah Warneking (sang og tangenter), Josh Miller (guitar og sang), Joel Warneking (bas) og Chad McCutchen (trommer). De har været på turne i Danmark.

## Diskografi
- Love Is Making A Way, 2012
- Your Love Is EP, 2011
- Sixteen Cities, 2010
- Come As You Are EP, 2010
- Every Time It Rains, 2007 (som Issakar)
- The Times, 2005 (som Issakar)